# 足立区女性整体師刺殺事件
足立区女性整体師刺殺事件（あだちくじょせいせいたいししさつじけん）は、2009年5月に東京都足立区で発生した殺人事件。日本で初めて裁判員の参加する刑事裁判に関する法律に基づく裁判員制度が適用された事件である。
年号は全て2009年（平成21年）、時間は全てJSTである。

## 経過
- 5月1日 - 事件発生。
11:50頃、被疑者の当時71歳の男は、東京都足立区の路上で、自宅近くに住む当時66歳の女性整体師と自宅前の路上で口論となった末に胸などをサバイバルナイフで数回刺した。被害者は病院に搬送されるが15:15頃に死亡が確認された。警視庁西新井警察署は殺人事件で捜査を開始。被疑者は現場近くに凶器のナイフを捨てて逃走するも、事件発生から約8時間後に足立区内で発見、警察は男を殺人の疑いで逮捕。
逮捕後の取調べのなかで、被疑者は口論になった原因について「被害者の家族の人間がバイクを方向転換する際に、被疑者宅の前を通り、そのとき設置しているペットボトルを倒したため」と供述した[4][5]。
- 5月22日 - 東京地方検察庁は被疑者を殺人罪で起訴[6]。
- 6月10日 - 東京地方裁判所で第1回公判前整理手続[7][8]。
- 6月12日 - 第2回公判前整理手続が終了し、裁判を8月3日から8月6日までの4日間で行うことを決定[9]。既に決定した裁判員候補者名簿約27,700人から裁判初日の裁判員選任手続きに呼び出す候補者100人を抽選で決定[9]。
- 6月17日 - 東京地裁（秋葉康弘裁判長）は12日に決定した裁判員候補者のうち、学生や70歳以上の者を除く73名に呼び出し状の送付を開始[10][11]。
- 8月3日 - 午前に裁判員の選任手続きを行い、裁判員6人と補充裁判員3人を選任[12]。午後から東京地裁（秋葉康弘裁判長）で審理を開始。裁判員6人の男女比は男1対女5（裁判員1人の辞退で男2対女4に変更）と、男性加害者と女性被害者という構図の裁判での影響が問題視された。検察と弁護側双方に認められた不選任請求が行われたかは、裁判所、検察、弁護の三者ともに明らかにしなかった。
- 8月5日 - 午前の審理で論告・求刑が行われ、検察側は「死刑や無期懲役を求めるのはやや重い」とした上で懲役16年を求刑した[13]。被害者参加制度を利用して公判に参加した被害者の遺族は「最低でも懲役20年を」と意見を述べた[13]。午後に最終弁論が開かれ、弁護側は「口論の末、被害者の言動が誘発した突発的かつ衝動的な犯行」と述べて反省の状況も踏まえて情状酌量を求めた[13]。その後、裁判官と裁判員が判決内容を検討する評議を行った[13][14][15]。
- 8月6日 - 午前に評議を行い判決内容を決定。14:30より東京地裁（秋葉康弘裁判長）で判決公判が行われ、被告人に対し懲役15年の判決が言い渡された[16]。
- 8月12日 - 被告人が判決を不服として控訴[17][18]。
- 10月9日 - 損害賠償命令制度に基づき被疑者に対して約4745万円を遺族に支払うことを命じる決定を出した[19]。
- 12月17日 - 東京高裁は被告側の控訴を棄却。
- 12月24日 - 被告人が判決を不服として上告。
- 2010年5月31日 - 最高裁第二小法廷（古田佑紀裁判長）が被告側の上告を棄却する決定を出したため、懲役15年の判決が確定[20]。
- 6月7日 - 遺族が被告に対し損害賠償を求めた訴訟で、東京地裁（植垣勝裕裁判長）は被告人に対し2000万円の賠償の支払いを命じた[21]。